# Göteborgs stadsvapen
Göteborgs stadsvapen är Göteborgs kommuns och tidigare Göteborgs stads heraldiska vapen. Det har använts både av Göteborg och av den tidigare staden Karl IX:s Göteborg.

## Historia
Stadsvapnet innehåller bilder från Sveriges stora riksvapen och skall symbolisera att staden är Sveriges värn mot väster. Lejonet är hämtat från Bjälboättens (tidigare kallat Folkungaätten) vapen, som på 1600-talet ansågs vara Götalands vapen (därav uttrycket "Göta lejon") och det håller i vapnet för Sverige, tre kronor, och försvarar detta med ett svärd. Den äldsta beskrivningen av vapnet förekommer i ett privilegiebrev från 1607.
Lejonet i Göteborgs vapen är vänt åt heraldisk vänster. Detta berodde från början antagligen på ett rent misstag, men på grund av dess långa tradition har lejonet förblivit i denna position. En vänsterställd figur är symboliskt med flykt, medan en högerställd figur skulle ha varit symboliskt med anfall (det beror på att om man går framåt på ett slagfält med skölden på vänster arm kommer en vänstervänd gående figur på skölden se ut att gå åt andra hållet). Den vänsterställda versionen fastställdes slutligt av Kungl. Maj:t 1952 trots invändningar från Riksheraldikerämbetet.
Den 6 maj 1737 skriver Lars Salvius på uppdrag av magistraten om Göteborgs vapen: "Stadens Insigne, är en blå Schöld, med 3ne wita Strömmar, hwaruti ett förgylt lejon med Crona på Hufwudet uprätt står, hållandes med högra foten ett Swärd, och med den wänstra en Schöld, hwaruti 3 Cronor stå."
Obs: när Göteborgs lejon speglas i IFK Göteborgs emblem håller det oheraldiskt en sköld i sin högra hand och ett svärd i sin vänstra hand.

## Murkrona

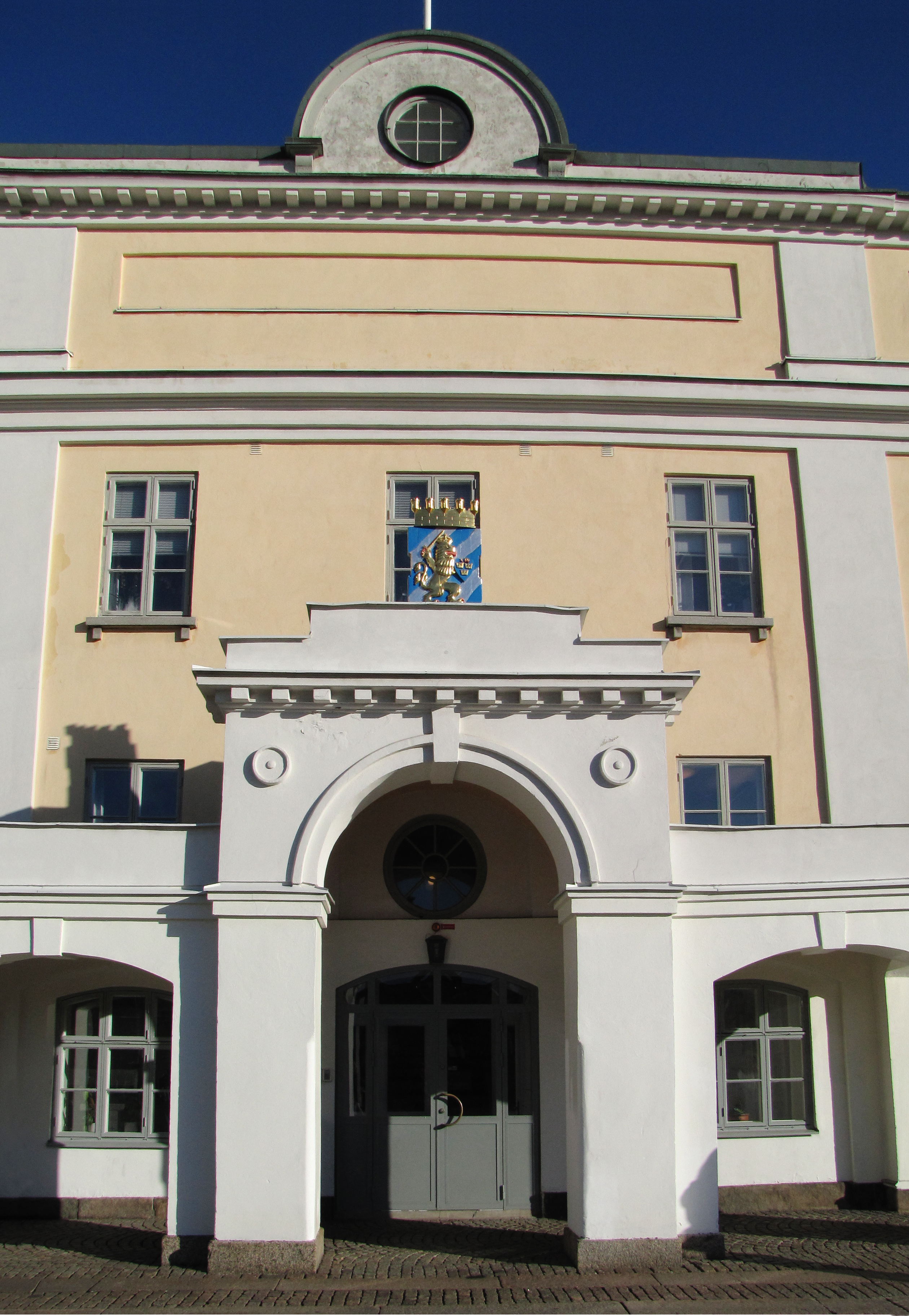
Stadsvapnet på Göteborgs stadshus har murkrona.

Stadsvapnet hade förr ofta en murkrona överst. Det var en rättighet man fick då staden erhöll sina stadsrättigheter. Sedan kommunreformen 1971 ingår inte längre murkronan i de vapen som är registrerade hos Patent- och registreringsverket, men vissa städer använder sig dock fortfarande av murkrona av hävd.

## Blasonering
Blasonering: I blått fält tre av vågskuror bildade ginbalkar av silver, överlagda med ett vänstervänt, gyllene, med sluten krona krönt lejon med svansen kluven och tunga, tänder och klor röda, svingande med högra framtassen ett gyllene svärd och hållande i den vänstra en blå sköld, vari tre gyllene kronor, ordnade två och en.

## Varianter

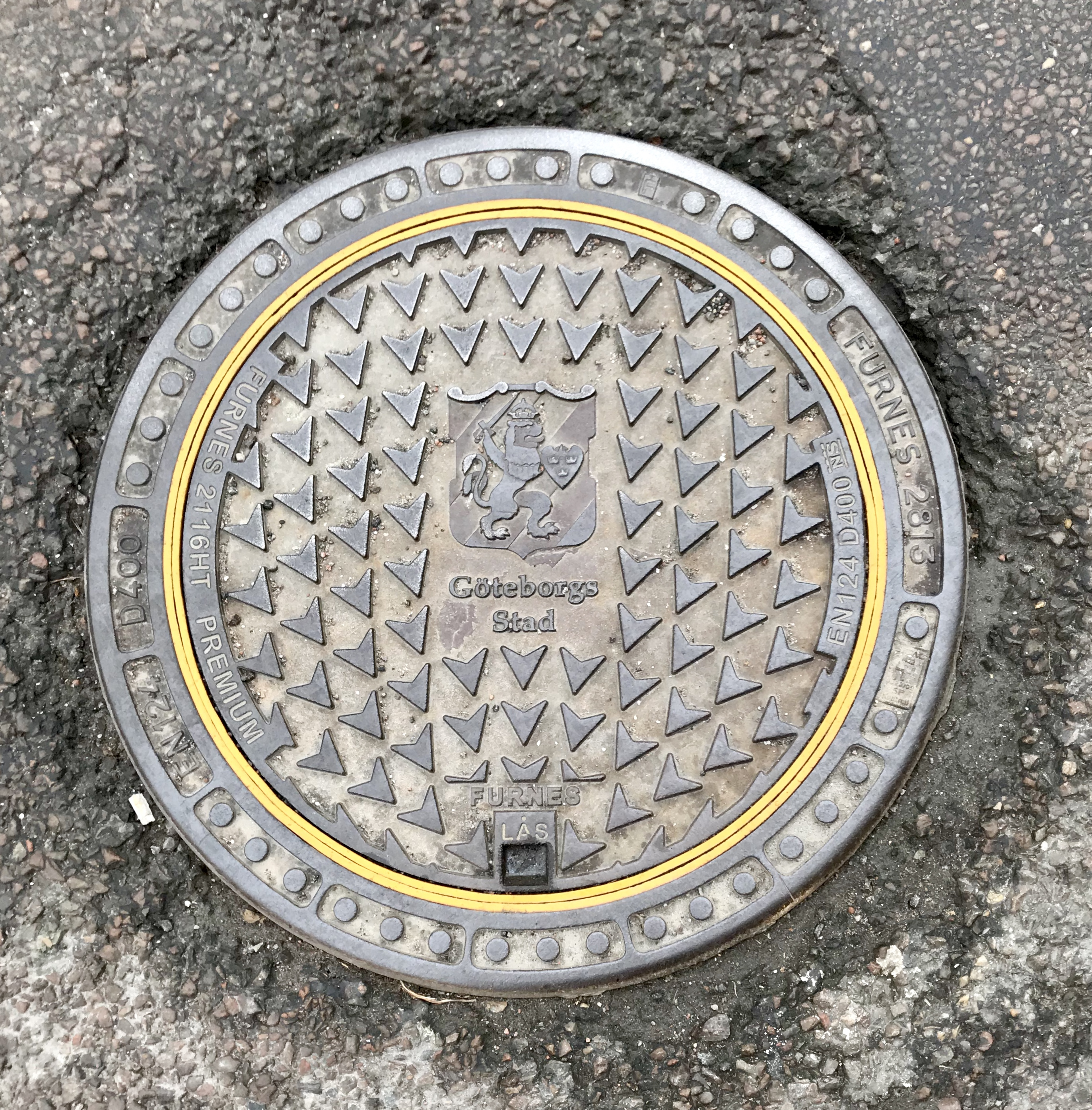
Stadsvapnet på manhålslucka.
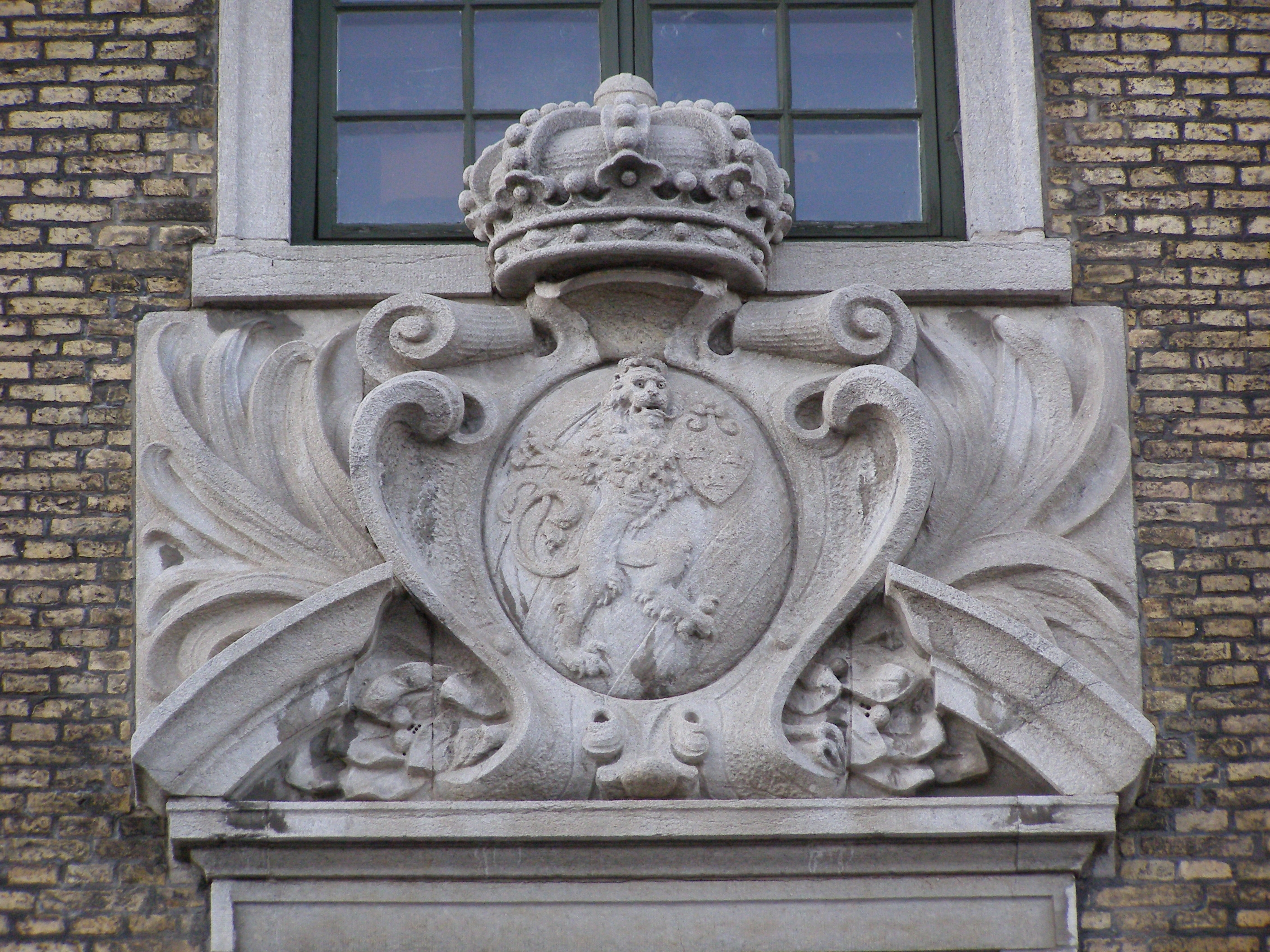
Vapnet på Ostindiska huset.
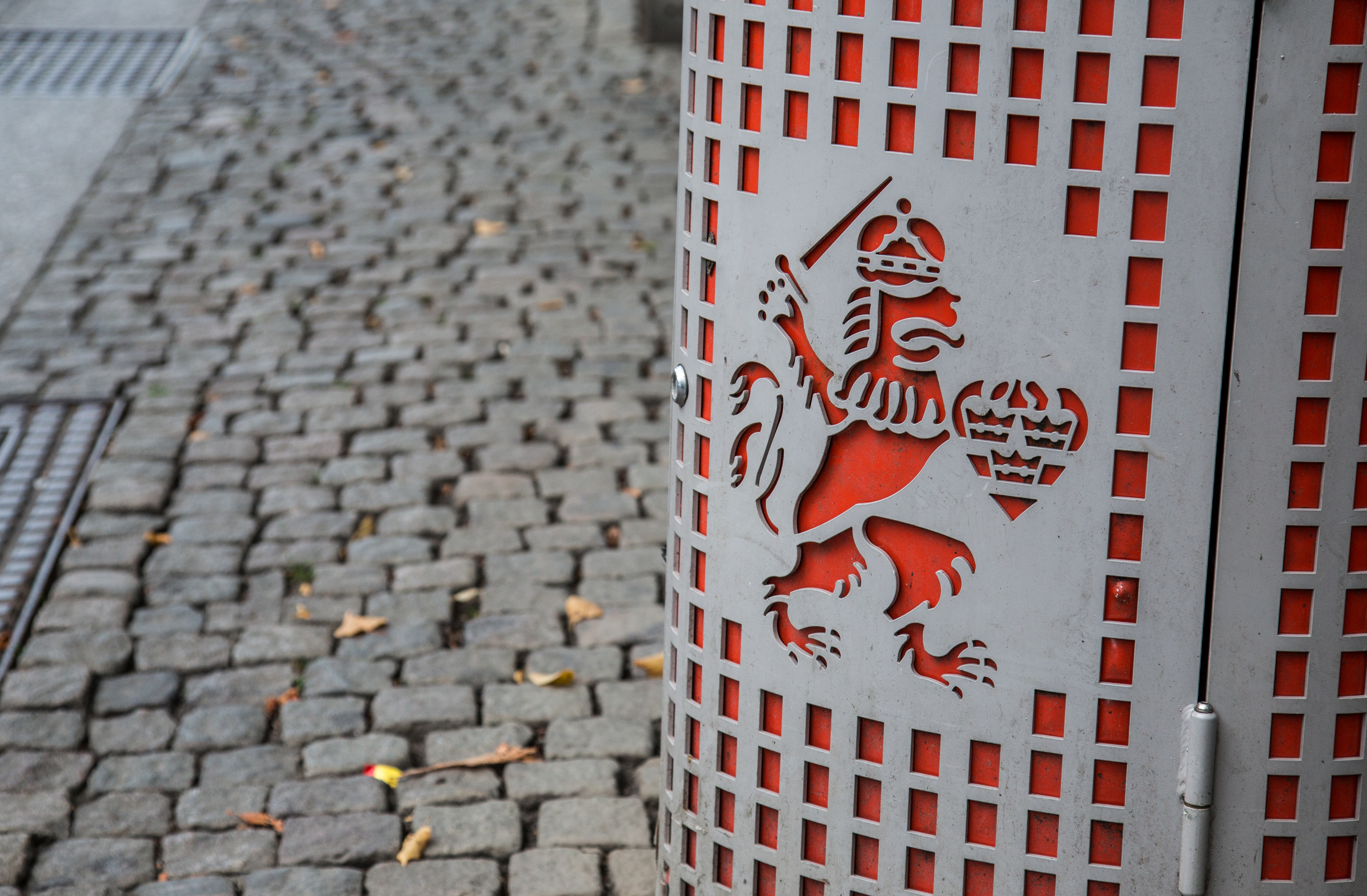
Vapnet på en av stadens soptunnor.
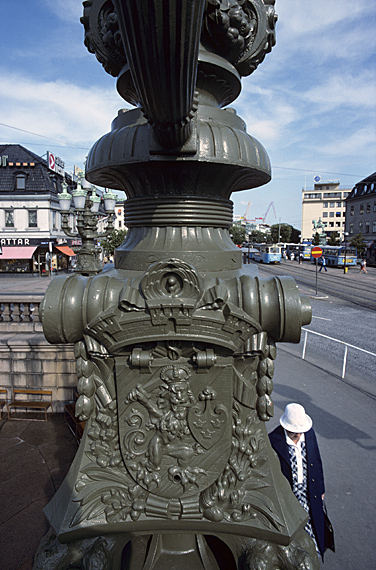
Stadsvapnet på en av kandelabrarna på Kungsportsbron.